# Brasiella
Brasiella is een geslacht van kevers uit de familie van de loopkevers (Carabidae). De wetenschappelijke naam van het geslacht is voor het eerst geldig gepubliceerd in 1954 door Rivalier.

## Soorten
Het geslacht Brasiella omvat de volgende soorten:
- Brasiella acuniae (Mutchler, 1924)
- Brasiella adisi (Mandl, 1981)
- Brasiella amoenula (Chaudoir, 1854)
- Brasiella anulipes (W. Horn, 1897)
- Brasiella argentata (Fabricius, 1801)
- Brasiella argentinica (Mandl, 1963)
- Brasiella aureola (Klug, 1834)
- Brasiella balzani (W. Horn, 1899)
- Brasiella banghaasi (W. Horn, 1907)
- Brasiella bellorum Acciavatti, 2011
- Brasiella brevipalpis (W. Horn, 1926)
- Brasiella brullei (Guerin, 1839)
- Brasiella chiapasi Br. van Nidek, 1980
- Brasiella chlorosticta (Kollar, 1836)
- Brasiella darlingtoniana Acciavatti, 2011
- Brasiella davidsoni Acciavatti, 2011
- Brasiella dolosula Rivalier, 1955
- Brasiella dolosulaffinis (Mandl, 1963)
- Brasiella dominicana (Mandl, 1982)
- Brasiella hamulipenis (W. Horn, 1938)
- Brasiella hemichrysea (Chevrolat, 1835)
- Brasiella horioni (Mandl, 1956)
- Brasiella insularis Br. van Nidek, 1980
- Brasiella iviei Acciavatti, 2011
- Brasiella jolyi (Freitag, 1992)
- Brasiella mandli Br. van Nidek, 1978
- Brasiella maya Cassola & Sawada, 1990
- Brasiella mendicula Rivalier, 1955
- Brasiella minarum (Putzeys, 1845)
- Brasiella misella (Chaudoir, 1854)
- Brasiella naviauxi Dheurle, 2011
- Brasiella nebulosa (Bates, 1874)
- Brasiella nigroreticulata (W. Horn, 1927)
- Brasiella obscurella (Klug, 1829)
- Brasiella obscurovata Sumlin, 1993
- Brasiella ocoa Acciavatti, 2011
- Brasiella paranigroreticulata (Freitag & Barnes, 1989)
- Brasiella philipi Acciavatti, 2011
- Brasiella pretiosa (Dokhtouroff, 1882)
- Brasiella rawlinsi Acciavatti, 2011
- Brasiella rivalieri (Mandl, 1963)
- Brasiella rotundatodilatata (W. Horn, 1925)
- Brasiella speculans (Bates, 1890)
- Brasiella sphaerodera Rivalier, 1955
- Brasiella stamatovi (Sumlin, 1979)
- Brasiella staudingeria (W. Horn, 1915)
- Brasiella tippmanni (Mandl, 1963)
- Brasiella umbrogemmata (W. Horn, 1906)
- Brasiella venezuelensis (Mandl, 1973)
- Brasiella venustula (Gory, 1833)
- Brasiella viridicollis (Dejean, 1831)
- Brasiella wickhami (W. Horn, 1903)
- Brasiella wiesneri Mandl, 1981
- Brasiella youngi Acciavatti, 2011